# Jean-Baptiste Prosper Jollois
Jean-Baptiste Prosper Jollois (4. ledna 1776, Brienon-sur-Armançon – 24. června 1842, Paříž) byl francouzský egyptolog. Roku 1798 se účastnil Napoleonovy výpravy do Egypta, kde se podílel na objevení hrobky WV23 v Údolí králů. Je jedním z autorů Description de l'Égypte.